# Capalbio
Capalbio è un comune italiano di 3 689 abitanti della provincia di Grosseto in Toscana. Nota località turistica, è posto su un'altura della Maremma grossetana, non distante dal confine con la Regione Lazio.

## Geografia fisica

### Territorio

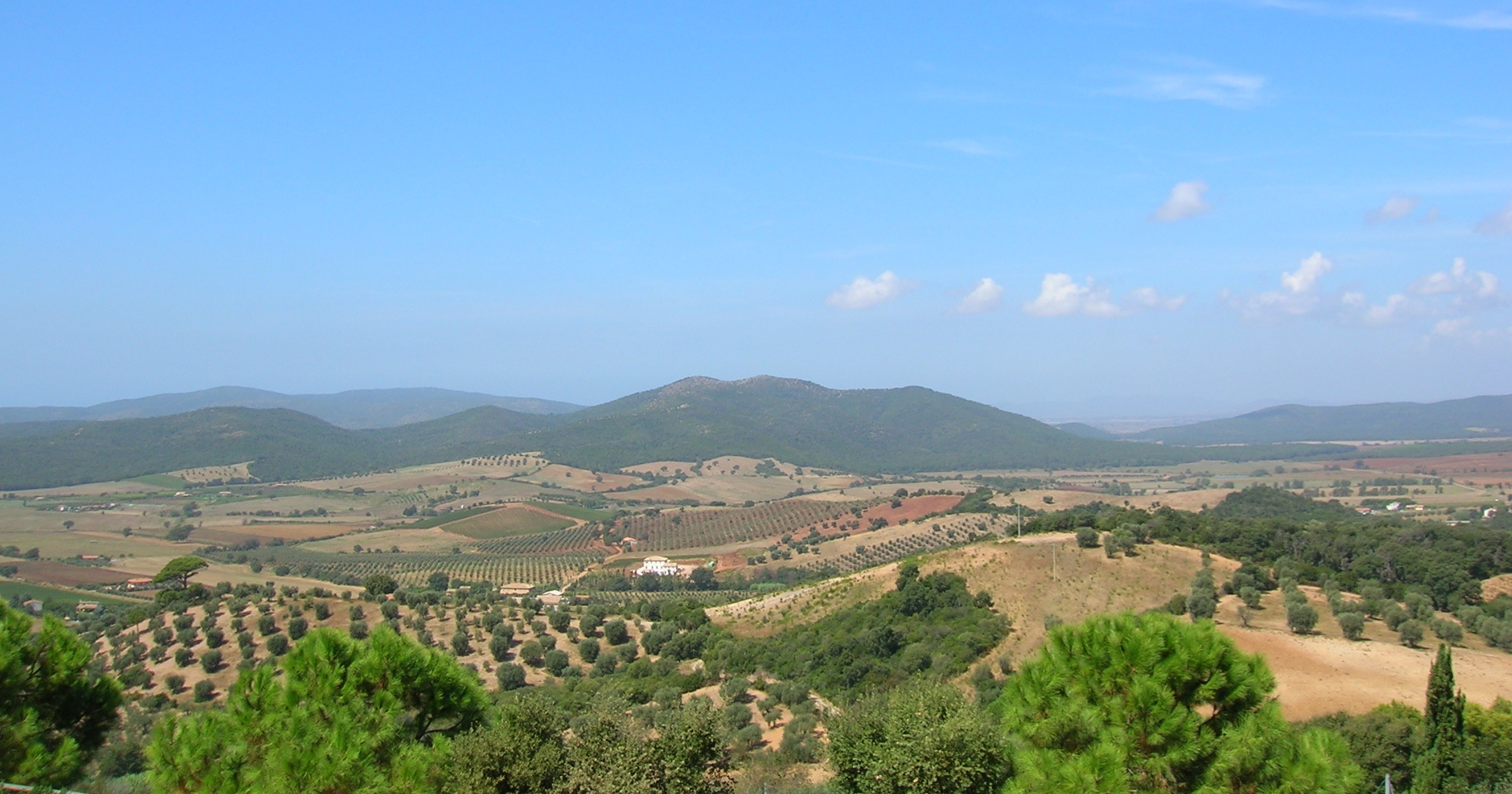
Panorama delle colline intorno a Capalbio.

Il territorio comunale si estende all'estremo lembo meridionale della Toscana, spaziando dalla fascia costiera verso la corrispondente pianura e l'entroterra collinare, tra gli 0 e i 424 m s.l.m. di altitudine.
Confina a nord e a est con il comune di Manciano, a sud con il comune viterbese di Montalto di Castro, a ovest con il comune di Orbetello; a sud, è bagnato dal Mar Tirreno: presso il litorale si trova il Lago di Burano, un bacino lacustre costiero.
Altri due laghi si trovano nel retroterra del territorio comunale, il Lago di San Floriano, a sud-ovest, e il Lago Acquato, a nord-est. Tra i corsi d'acqua è da segnalare il Chiarone che segna gran parte del confine con il Lazio: le sue sorgenti si trovano nell'area collinare a nord-est di Capalbio.
- Classificazione sismica: zona 4 (sismicità molto bassa), Ordinanza PCM 3274 del 20/03/2003

### Clima
Lungo la fascia costiera e nella corrispondente area pianeggiante, il clima è tipicamente mediterraneo, con inverno non particolarmente freddo e, a tratti, gradevole nelle ore diurne, ed estate calda ma ventilata.
L'area collinare presenta valori di temperatura più bassi, motivo per il quale il comune è stato classificato in zona D, con 1823 gradi giorno, che consente l'accensione degli impianti di riscaldamento tra il 1º novembre e il 15 aprile, per un massimo di 12 ore giornaliere.
In base ai dati medi disponibili per il trentennio 1951-1980 per le stazioni meteorologiche situate all'interno del territorio comunale e di seguito riportati nella tabella, la temperatura media annua varia dai 15,2 °C di Capalbio a 109 m s.l.m. ai 15,7 °C di Pescia Fiorentina situata a 21 m s.l.m., passando per i 15,6 °C di Monte Alzato a 47 m s.l.m. Le precipitazioni medie annue, molto contenute, variano dai 554 mm di Monte Alzato e dai 598 mm di Pescia Fiorentina (situate lungo la pianura costiera), fino ai 689 mm di Capalbio, ubicato oramai nell'entroterra in posizione rialzata a 109 m s.l.m. e circondato da una serie di poggi più alti delle Colline dell'Albegna e del Fiora che possono determinare un effetto stau, seppur moderato, con venti da ovest e da sud.
| Località          | altitudine (m s.l.m.) | temperatura media annua | precipitazioni medie annue | media di riferimento |
| Capalbio          | 109                   | 15,2 °C                 | 689 mm                     | 1951-1980            |
| Monte Alzato      | 47                    | 15,6 °C                 | 554 mm                     | 1951-1980            |
| Pescia Fiorentina | 21                    | 15,7 °C                 | 589 mm                     | 1951-1980            |

- Classificazione climatica: zona D, 1823 GG
- Diffusività atmosferica: alta, Ibimet CNR 2002

## Origini del nome
Il nome Capalbio sembra derivare da Caput Album o Campus Albus, per via degli alabastri bianchi che caratterizzano il luogo, ma più probabilmente proviene da "Capo d'Alveo", dal nome che prese il castello eretto nel Medioevo sopra il fiume detto "Pissia".

## Storia
(Gabriele D'Annunzio, traduzione della lapide di Porta Senese)

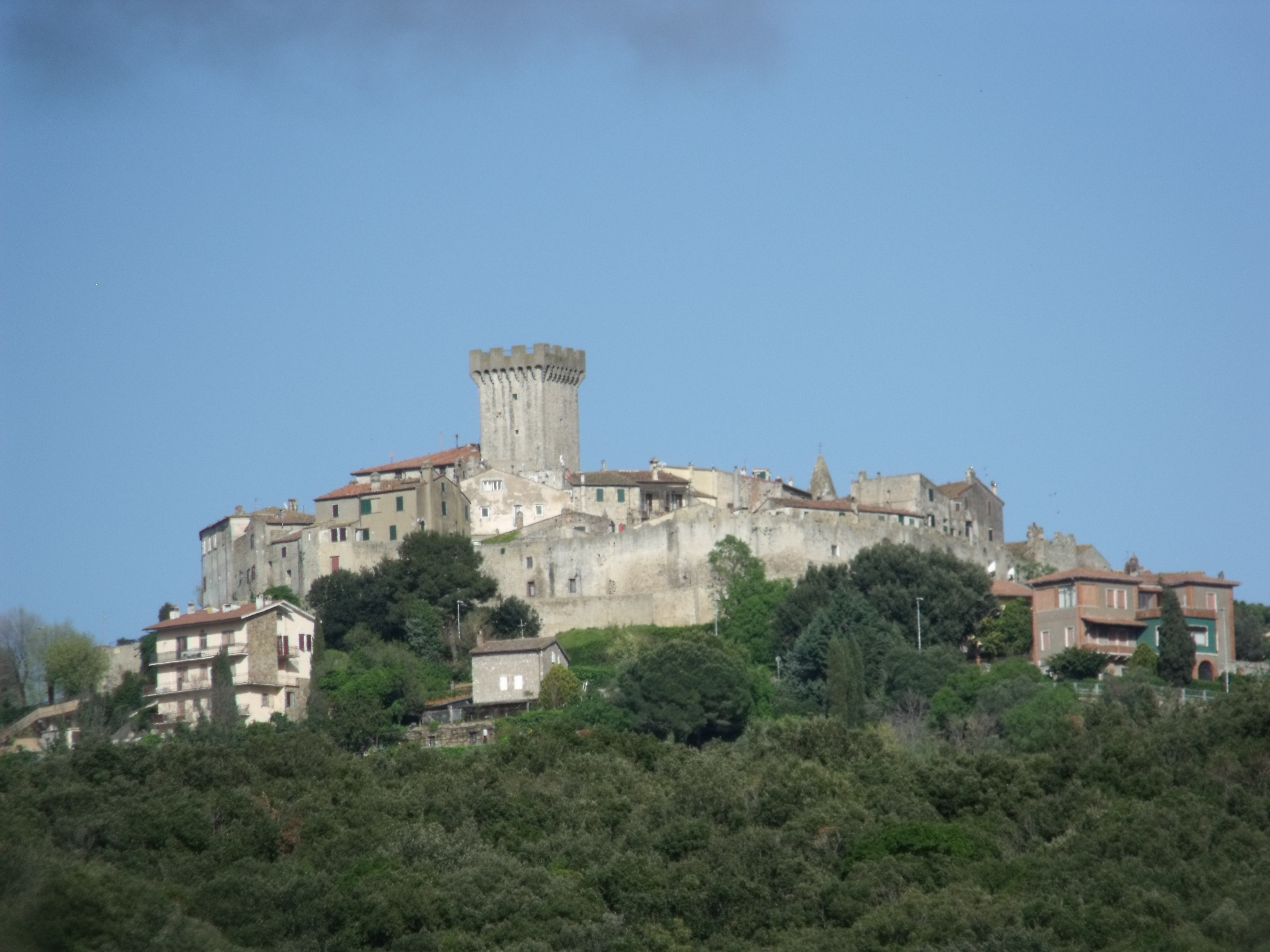
Il borgo antico

Il Castello di Capalbio faceva parte della donazione all'Abbazia dei Santi Anastasio e Vincenzo alle Tre Fontane nell'805 da parte di Carlo Magno. Del 1161 è il privilegio di papa Alessandro III che confermava quel possesso alla stessa abbazia. Pochi anni più tardi sono gli Aldobrandeschi ad ottenere in enfiteusi le terre di Capalbio dall'abbazia, che alla fine del XIII secolo, vengono conquistati da Orvieto.
In seguito Capalbio passò alla Repubblica di Siena, cadendo sotto il dominio degli Orsini. Si tratta di un periodo economicamente florido, durante il quale vengono realizzate opere importanti e arricchito il possedimento con mura, case, chiese e viene completata la Rocca, la cui costruzione era stata iniziata dagli Aldobrandeschi.
Nell'aprile del 1555 le truppe spagnole del principe di Morignano, alleate con i Medici, conquistarono Siena e a giugno, dopo Porto Ercole e Orbetello, anche Capalbio cadde sotto il dominio degli spagnoli. Capalbio fu assegnato dalla Spagna a Cosimo I de' Medici e da questo momento iniziò per il paese una crisi economica e demografica.
Le condizioni economiche subiscono una stasi a causa di diversi fattori tra cui l'insalubrità delle zone paludose, la lontananza dal potere centrale, la posizione ai confini di stato, la mancanza di una rete viaria adeguata ed infine le incursioni dei turchi. L'aria malsana, comunque, è uno dei più gravi problemi che tutta la Maremma deve affrontare durante il XVII secolo e infatti avviene lo spopolamento dovuto alla malaria.
La dinastia dei Medici manterrà la propria sovranità sul Granducato di Toscana fino al 1737, quando, estinto il ramo principale, la successione passerà ai duchi di Lorena. Nel frattempo lo Stato dei Presidii cessa di essere possedimento spagnolo per passare sotto il dominio degli Austriaci (1707) e quindi dei Borboni (1736).
Capalbio perse la propria autonomia amministrativa, dal momento che Leopoldo I lo aggregò a Manciano, e nel 1842 Leopoldo II lo aggregò a Orbetello, status che durerà per cento anni. In questo periodo alla disastrosa situazione sociale si aggiunse anche la piaga del brigantaggio che terrorizzava la Maremma.
Dopo la seconda guerra di indipendenza Capalbio passa sotto il Regno d'Italia e l'agricoltura è ancora caratterizzata da estese proprietà fondiarie.
Nel 1952, con l'applicazione della riforma agraria, preceduta dalla creazione nel 1951 dell'Ente Maremma, si ha un moderno sviluppo dell'agricoltura e nel 1960 Capalbio ottiene la propria autonomia amministrativa.

### Simboli
Lo stemma di Capalbio è costituito dalla testa albina (in correlazione con il toponimo) fin dal periodo medievale, sorretta dal caratteristico leone senese che fu aggiunto nel Quattrocento. Il gonfalone è un drappo di azzurro.

## Monumenti e luoghi d'interesse

### Architetture religiose

#### Chiese parrocchiali
- Chiesa di San Nicola, edificata in epoca medievale, conserva al suo interno pregevoli affreschi coevi e di epoca rinascimentale. La parrocchia di San Nicola conta circa 1 450 abitanti.[10]
- Chiesa del Cuore Immacolato, chiesa parrocchiale della frazione di Borgo Carige, è stata costruita nel 1956 ed inaugurata nel 1958 su progetto di Riccardo Medici. Si presenta in uno stile neoromanico. La parrocchia di Borgo Carige conta circa 1 500 abitanti.[11]
- Chiesa di Santa Maria Goretti, chiesa parrocchiale della frazione di Capalbio Scalo, è stata consacrata il 6 settembre 1986 dal vescovo Eugenio Binini. La parrocchia di Capalbio Scalo conta circa 700 abitanti.[12]
- Chiesa del Sacro Cuore di Gesù, chiesa parrocchiale della frazione di Giardino, è stata consacrata nel 1959, ma è sede di parrocchia già dal 1945. L'edificio presenta linee stilistiche semplici. La parrocchia di Giardino conta circa 500 abitanti.[13]

#### Chiese minori
- Oratorio della Provvidenza, situato al di fuori delle antiche mura, custodisce al suo interno alcuni affreschi del periodo cinquecentesco.
- Chiesa del Sacro Cuore di Gesù, chiesa della frazione La Torba.

#### Cappelle
- Cappella della Nunziatella, edificio religioso situato nei pressi della Torba lungo la Via Aurelia, nel complesso della Fattoria della Nunziatella.
- Cappella di Torre Palazzi, piccolo edificio religioso situato nella località rurale di Torre Palazzi.

### Architetture civili
- Palazzo Collacchioni, in stile rinascimentale, addossato alla possente rocca medievale nel cuore del centro storico.
- Fattoria della Nunziatella, situata presso l'omonima località lungo la Via Aurelia, è un complesso rurale che si è sviluppato principalmente in epoca post-settecentesca, con palazzo padronale, cappella gentilizia e altre strutture ad uso originariamente agricolo.

#### Dogane pontificie
Le dogane pontificie sono una serie di edifici ubicati alle estremità meridionali del territorio comunale di Capalbio, in quella che in passato era la zona di confine tra il Granducato di Toscana e lo Stato della Chiesa.
In località Chiarone, lungo la via Aurelia, si trova il Palazzo del Chiarone, imponente edificio preceduto da un porticato che nei secoli passati era una sede doganale per il transito tra i due stati. L'attuale denominazione del complesso, Palazzo Boncompagni, è stata conferita dalla famiglia che vi abitò dopo lo smantellamento delle dogane. L'edificio è suddiviso in quasi cento stanze e tra queste vi erano anche l'appartamento papale, le stalle e una prigione.
Nella campagna presso l'abitato di Pescia Fiorentina, vi era la sede di un'altra dogana che era ospitata nel complesso della Villa del Fontino. Una volta esauritesi le funzioni doganali, la struttura passò alla famiglia Boncompagni, proprietaria anche del palazzo del Chiarone, che agli inizi del Novecento rivendette tutte queste proprietà alla famiglia Magrini. Il fabbricato che ospitò la dogana è stato recentemente restaurato.

### Architetture militari
- Mura di Capalbio, costituite da una doppia cinta con camminamenti di ronda a livelli differenti, racchiudono interamente il borgo medievale, caratterizzato da vicoli fiancheggiati da edifici in pietra. Proprio fuori delle porte cittadine, si trova una statua dell'artista franco-americana Niki de Saint Phalle, la Nana-Fontaine.
- Castello di Capalbiaccio, fortificazione di epoca medievale che si presenta sotto forma di ruderi, situata sull'omonimo poggio nella parte sud-occidentale del territorio comunale.
- Forte di Macchiatonda, situato sull'omonima spiaggia, è un complesso seicentesco che svolgeva funzioni di avvistamento lungo la costa meridionale dello Stato dei Presidii.
- Torre di Buranaccio, Situata tra la sponda del Lago di Burano e il mare, è la torre costiera più meridionale della Toscana.
- Torre di Selva Nera, struttura difensiva in prossimità dell'estremo lembo costiero meridionale del Granducato di Toscana, è situata presso l'omonima località. È la foritificazione costiere più vicina al confine con il Lazio, che originariamente delimitava i territori granducali da quelli dello Stato della Chiesa.

### Il Giardino dei Tarocchi
Nei pressi della frazione di Pescia Fiorentina, in località Garavicchio, è sito il Giardino dei Tarocchi realizzato da Niki de Saint Phalle.

### Aree naturali
Il territorio comunale è stato premiato con le 5 vele e la prima posizione nella Guida Blu di Legambiente-Touring Club Italiano nel 2007 per la tutela e la corretta gestione delle sue spiagge, del paesaggio e dell'ambiente circostante.
- Colline di Capalbio
- Lago di Burano
- Lago di San Floriano
- Lago Acquato
- Lago di Marruchetone
- Biotopo dei Lagaccioli

## Società

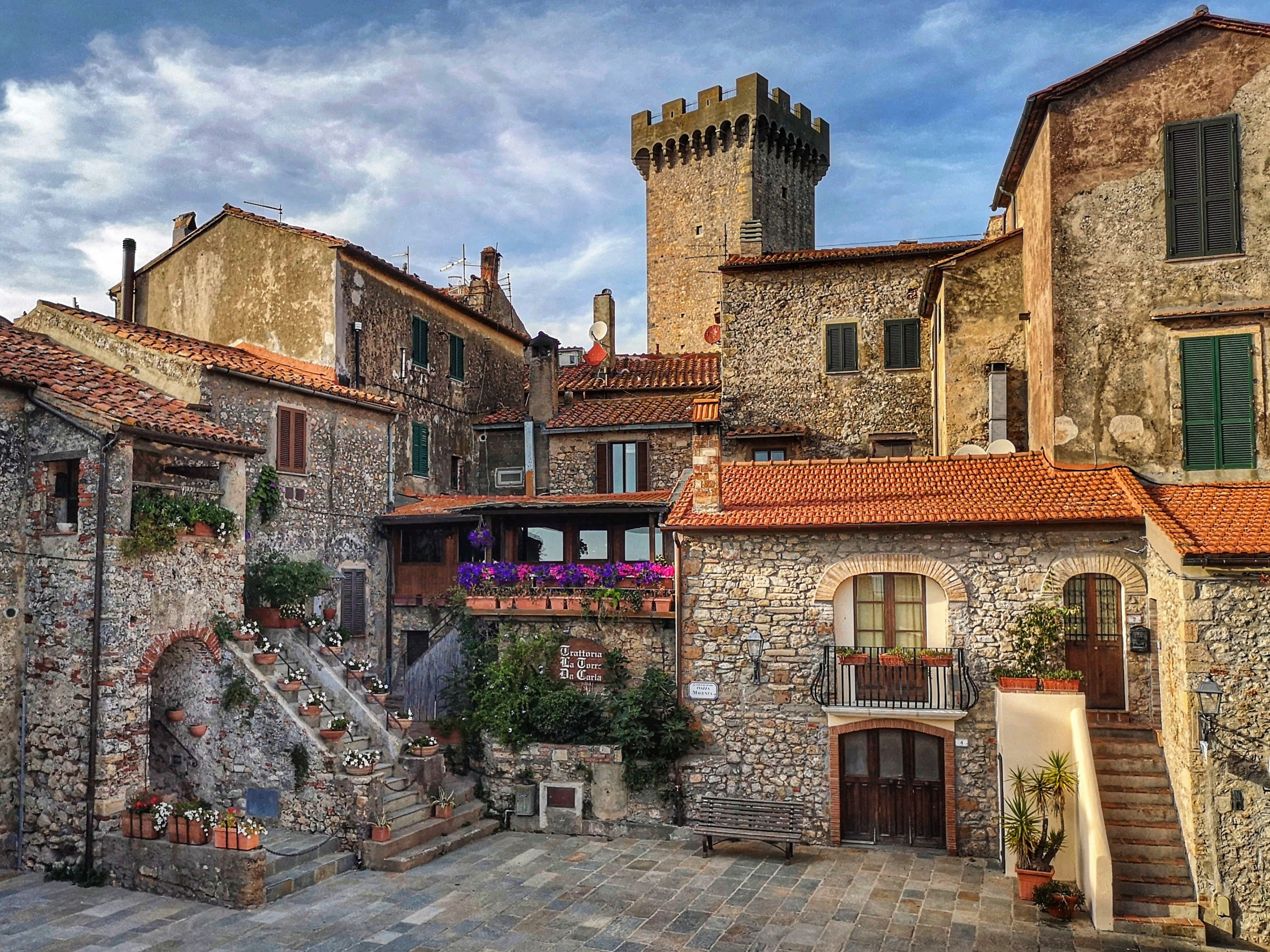
Centro storico

### Evoluzione demografica
Abitanti censiti

### Distribuzione degli abitanti
| Frazioni             | Abitanti (2011) | Altitudine |
| -------------------- | --------------- | ---------- |
| Capalbio (capoluogo) | 630             | 217        |
| Capalbio Scalo       | 551             | 8          |
| Borgo Carige         | 352             | 21         |
| La Torba             | 186             | 7          |
| Pescia Fiorentina    | 29              | 75         |
| Chiarone Scalo       | 23              | 5          |
| Giardino             | 18              | 12         |
| Altre località       | 2 277           | -          |

### Etnie e minoranze straniere
Secondo i dati ISTAT al 31 dicembre 2010 la popolazione straniera residente era di 576 persone. Le nazionalità maggiormente rappresentate in base alla loro percentuale sul totale della popolazione residente erano:
- Romania, 405 - 9,45%
- Moldavia, 47 - 1,10%

## Cultura

### Istruzione

#### Università
Nel comune di Capalbio è presente la sede toscana dell'Università degli Studi Guglielmo Marconi.

#### Biblioteche
Il comune di Capalbio è fornito di una biblioteca comunale ospitata in uno stabile in via Leopardi, al di fuori delle mura. Istituita nel 1970, conta un patrimonio librario di circa 7 560 volumi.

#### Musei
- Giardino dei Tarocchi, parco-museo realizzato tra il 1979 e il 1996 su un poggio a valle di Capalbio, tra le località di Garavicchio e Pescia Fiorentina, che si eleva poco sopra la pianura maremmana. L'area custodisce una serie di statue e gruppi scultorei raffiguranti i tarocchi, realizzati da Niki de Saint Phalle.

### Cinema
- Il seme dell'uomo (1969)
- Domani accadrà (1988)
- C'era un castello con 40 cani (1990)
- Eros (2004)

### Eventi
- Capalbio Cinema International Short Film Festival, fu inaugurato da Michelangelo Antonioni nel 1994 e da allora il festival promuove il cinema con un occhio particolare rivolto al cortometraggio d'autore italiano ed internazionale.
- Capalbio Libri[19] è una manifestazione dedicata alla lettura, che si svolge ogni anno nel mese di agosto a Capalbio nella cornice di piazza Magenta.

## Geografia antropica

### Frazioni
- Borgo Carige, borgo rurale situato a sud di Capalbio, nato con la riforma agraria dell'Ente Maremma e oggi importante frazione del comune.
- Capalbio Scalo, detto anche Capalbio Stazione, perché situato lungo la ferrovia Tirrenica, è il centro logistico del territorio comunale, situato nelle immediate vicinanze del lago di Burano e della strada statale Aurelia.
- Chiarone Scalo, frazione situata presso la foce del fiume Chiarone, all'estremità sud del territorio comunale e regionale, al confine con il Lazio. Nata come sede di dogana, si sviluppò poi a partire dal XIX secolo intorno alla stazione ferroviaria.
- Giardino, piccola frazione che si è andata a formare nell'estremità nord-ovest del territorio comunale, al centro della cosiddetta Valle d'Oro, a ovest del centro di Capalbio, ricca di ritrovamenti di epoca romana. Nel 1945 è stata istituita la parrocchia autonoma, che estende la sua giurisdizione anche nei territori di Ansedonia e della Torba.
- La Torba, piccola frazione situata nelle vicinanze del Mar Tirreno lungo la Via Aurelia, pochi chilometri distante da Ansedonia e conosciuta per le sue spiagge ferrifere.
- Pescia Fiorentina, piccolo agglomerato rurale posto all'estremità sud-est del territorio comunale, al confine con la regione Lazio, non molto distante dalla omonima Pescia Romana (VT). Importante centro siderurgico nel Quattrocento e nel Cinquecento, vi si trova nelle vicinanze il Giardino dei Tarocchi di Niki de Saint Phalle.

Da ricordare le località di Ansedonia Sud, Carige Alta, Garavicchio, Nunziatella, Selva Nera, Torre Palazzi e Vallerana.

## Economia
Capalbio ha ispirato il conferimento di denominazione all'omonimo marchio di capi di abbigliamento tradizionale maremmano, che si ispira alla moda dei fattori e dei signori della Maremma dell'Ottocento. La linea di abbigliamento, inizialmente prodotta da una piccola industria di confezioni di Roccastrada, è stata acquisita dalla multinazionale Clothing Company che detiene anche il marchio Belstaff.

## Infrastrutture e trasporti

### Strade
- Strada statale 1 Via Aurelia

### Ferrovie
- Stazione di Capalbio
- Stazione di Chiarone, non in uso
- Ferrovia Tirrenica

## Amministrazione
| Periodo          | Periodo          | Primo cittadino     | Partito                                            | Carica                  | Note   |
| ---------------- | ---------------- | ------------------- | -------------------------------------------------- | ----------------------- | ------ |
| 1961             | 1962             | Ulisse Franci       | sinistra                                           | sindaco                 |        |
| 1962             | 1965             | Vittore Andreini    | sinistra                                           | vicesindaco             |        |
| 1965             | 1967             | Aurelio Giacomini   | sinistra                                           | sindaco                 |        |
| 1967             | 1970             | Ivo Franci          | sinistra                                           | vicesindaco             |        |
| 1970             | 1975             | Renato Giordano     | sinistra                                           | sindaco                 |        |
| 1975             | 1985             | Massimo Abbate      | sinistra                                           | sindaco                 |        |
| 1985             | 1987             | Giovanni Damiani    | sinistra                                           | sindaco                 |        |
| 1987             | 1990             | Mario Calvisi       | sinistra                                           | sindaco                 |        |
| 1990             | 1993             | Franco Francini     | centrosinistra                                     | sindaco                 |        |
| 1993             | 12 giugno 2004   | Gastone Franci      | centrosinistra                                     | sindaco                 |        |
| 13 giugno 2004   | 6 giugno 2009    | Lucia Biagi Galli   | centrosinistra                                     | sindaca                 |        |
| 7 giugno 2009    | 20 dicembre 2013 | Luigi Bellumori     | centrosinistra                                     | sindaco                 | [ 20 ] |
| 20 dicembre 2013 | 25 maggio 2014   | Erminia Ocello      |                                                    | commissario prefettizio |        |
| 25 maggio 2014   | 26 maggio 2019   | Luigi Bellumori     | lista civica di centrosinistra Capalbio            | sindaco                 |        |
| 27 maggio 2019   | 16 gennaio 2021  | Settimio Bianciardi | lista civica di centrosinistra Adesso per Capalbio | sindaco                 | [ 21 ] |
| 16 gennaio 2021  | 4 ottobre 2021   | Giuseppe Ranieri    | lista civica di centrosinistra Adesso per Capalbio | Vicesindaco f.f.        |        |
| 4 ottobre 2021   | in carica        | Gianfranco Chelini  | centrosinistra                                     | sindaco                 |        |

### Gemellaggi
- Ortucchio[22]
- Trasacco[23]

## Sport
- La Torricella, ippodromo